# Conicofrontia
Conicofrontia is een geslacht van vlinders van de familie Uilen (Noctuidae).

## Soorten
- C. dallolmoi Berio, 1973
- C. diamesa (Hampson, 1920)
- C. sesamiodes Hampson, 1902
- C. sesamoides Hampson, 1902